# モーリス・センダック
モーリス・センダック（Maurice Sendak, 1928年6月10日 - 2012年5月8日）は、アメリカ合衆国の絵本作家。世界中で約2000万部売れた『かいじゅうたちのいるところ』をはじめ、80冊を超える作品を発表し、現代絵本界を代表する存在である。このほか、アニメーション映画や舞台美術にもとりくんでいる。

## 略歴
ニューヨーク州ブルックリンのゲットー生まれ。両親はポーランドからのユダヤ系移民。モーリスの兄ジャック（Jack Sendak, 1924年 - 1995年）は児童文学作家。
子供のころは病弱で、母親がいる台所が遊び場所だったという。センダックが生まれた1928年にミッキーマウスが登場しており、このためセンダックは大のミッキーファンとなった。12歳のときに両親と観に行ったディズニー映画『ファンタジア』にも強く惹かれ、これらの体験は、後の絵本制作に大きな影響を与えた。
高校卒業後、ニューヨーク市のF.A.Oシュワーツ玩具店でウィンドウを装飾する仕事に携わるかたわら、アート・ステューデンツ・リーグ夜間部に通ってデザインを学ぶ。このころに接した、19世紀イギリスの古典絵本や20世紀スイスの絵本に興味を持つようになった。23歳のとき、絵本の挿絵の仕事をきっかけにイラストレーターに転向する。
- その後自身で絵本を制作するようになり、1952年、『あなはほるもの　おっこちるとこ』がニューヨーク・タイムズ年間最優秀図書に選ばれる。
- 1964年に『かいじゅうたちのいるところ』（Where the Wild Things are）でコールデコット賞を受賞、世界的なベストセラーとなる。
- 1970年、国際アンデルセン賞画家賞受賞。
- 1982年、『まどのそとのそのまたむこう』（Outside Over There）で第33回全米図書賞（児童文学部門）受賞。
- 1983年、ローラ・インガルス・ワイルダー賞受賞。
- 2003年、アストリッド・リンドグレーン記念文学賞受賞。

2007年に50年間連れ添ったパートナーの精神科医が病死したのをきっかけに、ゲイであることを一般にも公表。2012年5月8日、脳卒中の後遺症により、83歳で死亡。

## 画風と評価
ランドルフ・コールデコットに憧れていたセンダックはその模写を好み、センダックの緊密な画面構成には、こうした19世紀の古典的イラストレーションの影響が見られる。一方、登場人物の描写にはディズニーの影響が見られ、そこに自身の幼時体験を重ね合わせることによって独自の画風とストーリー性を築き上げている。
出世作となった『かいじゅうたちのいるところ』は、教育的でない、しつけに悪影響を及ぼすなどとして、当初は親たちから批判を浴びた。しかし、夢想的で自由な視点で描かれたストーリーは子供たちの強い支持を受け、親しみやすさと芸術性の融合として、一般的に高い評価を受けるに至っている。

## 主な作品

### 絵本作品
- かいじゅうたちのいるところ　（神宮輝夫訳、冨山房）
- まよなかのだいどころ　（神宮輝夫訳、冨山房）
- まどのそとのそのまたむこう　（神宮輝夫訳、冨山房）

以上はセンダックの「三部作」とされている。
- とおいところにいきたいな　（神宮輝夫訳、冨山房）
- きみなんかだいきらいさ　（ジャニス・メイ・ユードリー文、小玉知子訳、冨山房）
- おふろばをそらいろにぬりたいな　（ルース・クラウス文、大岡信訳、岩波書店）
- そんなときなんていう　（セシル・ジョスリン文、谷川俊太郎訳、岩波書店（岩波こどもの本））
- ロージーちゃんのひみつ　（中村妙子訳、偕成社）
- ちいさなちいさなえほんばこ（神宮輝夫訳、冨山房）
  - ジョニーのかぞえうた（神宮輝夫訳、冨山房）
  - アメリカワニです、こんにちは（神宮輝夫訳、冨山房）
  - ピエールとライオン（神宮輝夫訳、冨山房）
  - チキンス－プ・ライスいり（神宮輝夫訳、冨山房）
- 7ひきのいたずらかいじゅう　（中川健蔵訳、好学社）
- くるみわり人形　（E・T・A・ホフマン文、渡辺茂男訳、ほるぷ社）

### その他
- センダックの台本、オリヴァー・ナッセン作曲による2つの児童オペラ『かいじゅうたちのいるところ』『ヒグレッティ・ピグレッティ・ポップ!』がある。オペラでは、チューリッヒ歌劇場の『ヘンゼルとグレーテル』での美術監督なども手がけている。
- おしゃまなロージー（リアリー・ロージー） - 『ロージーちゃんのひみつ』『ちいさなちいさなえほんばこ』を原案として制作したミュージカルアニメ。原作、脚本、作詞、原画を担当。
- リトルベア - 構成、総指揮。原作はエルセ・ホルムナンド・ミナリック（英語版）の絵本で、センダックがイラストを担当していた。

## 参考図書・リンク
- 松本猛『ちひろ美術館の絵本画家たち』（新日本出版社）（ISBN 4-406-03031-X）
- セルマ・レインズ、渡辺茂男訳『センダックの世界』（岩波書店）（ISBN-13: 978-4000098786）